# Beth Kingston
Beth Kingston es una actriz inglesa, más conocida por haber interpretado a India Longford en la serie Hollyoaks.

## Biografía
Se entrenó en el Redroofs Film and Television School en 2009, y posteriormente se graduó de la Universidad de Warwick.

## Carrera
Beth ha aparecido en musicales y obras de teatro, como Romeo and Juliet, Fame y Copacabana.
El 21 de septiembre de 2009, se unió al elenco principal de la exitosa serie británica Hollyoaks, donde interpretó a India Longford hasta el 23 de diciembre de 2010. El 10 de agosto de 2011, Beth regresó a la serie brevemente como recuerdos de Silas de la noche en que asesinó a India mientras su hermana Texas Longford recreaba junto con la policía sus últimos momentos.

## Filmografía

### Series de televisión
| Año               | Título                          | Personaje      | Notas        |
| ----------------- | ------------------------------- | -------------- | ------------ |
| 2012              | Nick Helm Solid Gold Super Hits | Joven          | miniserie    |
| 2009 - 2010, 2011 | Hollyoaks                       | India Longford | 96 episodios |
| 2010              | Hollyoaks, Freshers             | India Longford | -            |
| 2009              | Missing Chloe                   | Jasmine Skipp  | tv serie     |
| 2009              | The Execution of Gary Glitter   | Protestante    | tv serie     |

### Películas
| Año  | Título                               | Personaje       | Notas                                 |
| ---- | ------------------------------------ | --------------- | ------------------------------------- |
| 2009 | Katrina                              | Katrina Spinosa | corto - junto a Ciaran Bird           |
| 2009 | Season of the Witch                  | Alice Blackwell | junto a Dominic Ellis & Tim McConnell |
| 2009 | The Merchant of the Little Venice    | Portia          | -                                     |
| 2009 | Inside Out                           | Cassie          | cortometraje                          |
| 2009 | Cycle for Summer'                    | Harriet         | cortometraje                          |
| 2009 | Moving On                            | Emma            | cortometraje                          |
| 2009 | BeSpikeWise: Drink Spiking Awareness | Sarah           | cortometraje                          |
| 2009 | Notes on a Final Theme               | Carol           | cortometraje                          |
| 2008 | The Beat                             | Sophie          | cortometraje                          |
| 2004 | Vanity Fair                          | Estudiante      | -                                     |

### Teatro
| Año         | Obra                                          | Personaje | Director (a) | Teatro                     |
| ----------- | --------------------------------------------- | --------- | ------------ | -------------------------- |
| 2007        | Copacabana (musical)                          | Joven     | Richard Ash  | Warwick Arts Centre        |
| 2005        | Romeo and Juliet                              | Julieta   | Tina Smith   | The Pavillion, Bournemouth |
| 2005        | Fame! (musical)                               | Iris      | Tina Smith   | The Pavillion, Bournemouth |
| 2004 - 2005 | Beauty and the Beast                          | Bailarina | Michael Rose | Lighthouse Theatre         |
| 2003 - 2004 | Peter Pan                                     | Bailarina | Michael Rose | Lighthouse Theatre         |
| 2002 - 2003 | Aladdin                                       | Bailarina | Michael Rose | Lighthouse Theatre         |
| 2002        | Under the Influence: Bournemouth Gala Concert | Jackie    | -            | The Winter Gardens         |